# Monster & Maskiner (album)
Monster & Maskiner är Monster & Maskiners självbetitlade debutalbum, utgivet 2000 på Rabid Records.

## Låtlista
1. "Little Ghost of Lake, Forest and Dark" - 2:14
2. "I Hate the King" - 3:22
3. "Ghosthouse Closed for the Night" - 2:52
4. "The Owls Are Not What They Seem" - 1:59
5. "I Walk on These Trails Through the Wilderness" - 2:30
6. "Monsters in the Machine" - 4:08
7. "Hello" - 2:58
8. "Is That Ketchup?" - 2:18
9. "Semprini" - 2:23
10. "I Want to Drink Your Blood / Le Plancton" - 2:54
11. "Sheep! Jump!" - 4:19
12. "Grekland" - 7:23

## Mottagande
Dagens skiva gav betyget 6/10.

### Fotnoter
1. ↑  ”Monster & Maskiner”. Discogs.com. http://www.discogs.com/Monster-Maskiner-Monster-Maskiner/release/110136. Läst 16 januari 2012.
2. ↑  ”Monster & Maskiner”. Kritiker.se. https://kritiker.se/skivor/monster-maskiner/monster-maskiner/. Läst 16 januari 2012.